# طقس فضائي

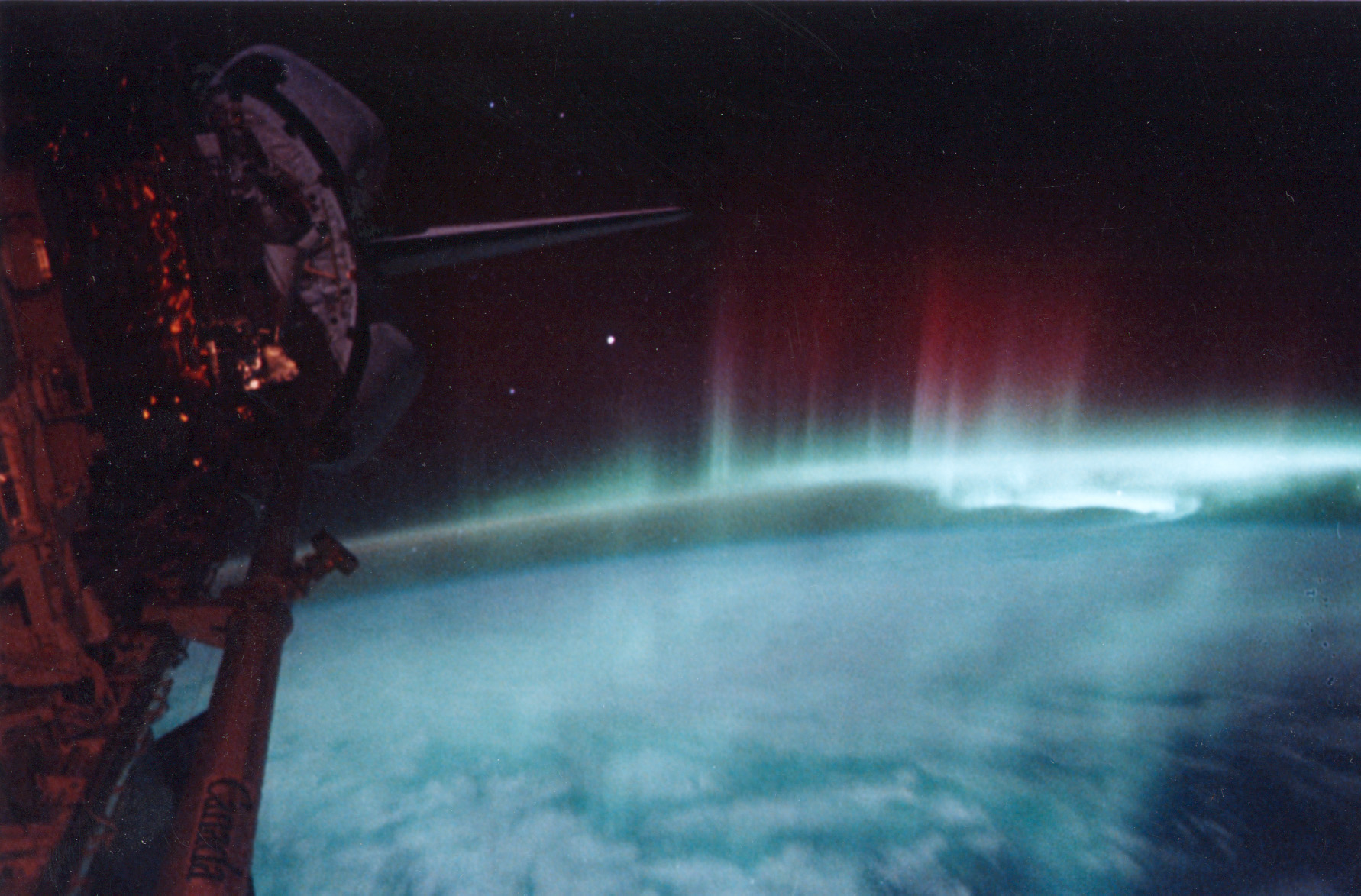
رصد ديسكفريللشفق القطبي، مايو 1991

الطقس الفضائي هو فرع من فيزياء الفضاء وعلم الملاحة الجوية المرتبط بالظروف الزمنية المتغيرة داخل النظام الشمسي، بما في ذلك الرياح الشمسية، مضخما الفضاء المحيط بالأرض، بما في ذلك الظروف في الغلاف المغناطيسي والغلاف الأيوني والغلاف الحراري. يختلف طقس الفضاء عن الطقس الغلاف الجوي للأرض (التروبوسفير وطبقة الستراتوسفير). يركز علم الطقس الفضائي على البحوث الأساسية والتطبيقات العملية. استخدم مصطلح «طقس الفضاء» لأول مرة في الخمسينيات من القرن العشرين، وأصبح يستخدم بشكل شائع في التسعينيات.

## التاريخ
لعدة قرون، لوحظت آثار الطقس الفضائي ولكنها لم تكن مفهومة. كما لوحظت منذ فترة طويلة ظواهر لضوء الشفق عند خطوط العرض العالية.

### التكوين
في عام 1724، ذكر جورج غراهام أن إبرة البوصلة المغناطيسية كانت تنحرف بانتظام من الشمال المغناطيسي على مدار كل يوم. أُرجع هذا التأثير في نهاية المطاف إلى التيارات الكهربائية التي تتدفق في الغلاف الأيوني والغلاف المغناطيسي (بواسطة بلفور ستيوارت في عام 1882)، وأكدها آرثر شوستر في عام 1889 من خلال تحليل بيانات المرصد المغناطيسي.
 في عام 1852، أظهر عالم الفلك والمحافظ البريطاني العام إدوارد سابين أن احتمال حدوث عواصف مغناطيسية على الأرض مرتبط بعدد البقع الشمسية، مما يدل على تفاعل شمسي أرضي مبتدع. في عام 1859، تسببت عاصفة مغناطيسية كبيرة في عرض الشفق الرائع وعطلت عمليات التلغراف العالمية. ربط ريتشارد كارينجتون العاصفة بشكل صحيح مع التوهج الشمسي الذي كان قد لاحظه في اليوم السابق في محيط مجموعة كبيرة من البقع الشمسية، مما يدل على أن الأحداث الشمسية المحددة يمكن أن تؤثر على الأرض.
أوضح كريستيان بيركيلاند فيزياء الشفق من خلال خلق الشفق الاصطناعي في مختبره وتوقع الرياح الشمسية. كشف العرض الإشعاعي عن حدوث فترات من السكون أو الضوضاء الشديدة. أدى التشويش الراداري الشديد خلال حدث شمسي كبير في عام 1942 إلى اكتشاف انفجارات إشعاعية شمسية (موجات راديو تغطي نطاقا واسعا من الترددات الناجمة عن التوهج الشمسي)، وجانب آخر من الطقس الفضائي.

### القرن العشرين
في القرن العشرين، اتسع الاهتمام بالطقس الفضائي مع اعتماد النظم العسكرية والتجارية على النظم المتأثرة بطقس الفضاء.تعد الأقمار الصناعية للاتصالات جزءا حيويا من التجارة العالمية. وتوفر أنظمة أقمار الأرصاد الجوية معلومات عن الطقس الأرضي. تستخدم الإشارات المستمدة من أقمار نظام التموضع العالمي (جي بي إس) في مجموعة واسعة من التطبيقات. يمكن لظواهر الطقس الفضائي أن تتداخل مع هذه الأقمار أو تضر بها أو تتداخل مع الإشارات الراديوية التي تعمل بها. يمكن لظواهر الطقس الفضائي أن تسبب طفرة ضارة في خطوط النقل لمسافات طويلة وتعريض الركاب وطاقم سفر الطائرات للإشعاع، وخاصة على الطرق القطبية.
زادت السنة الجيوفيزيائية الدولية (إيجي) من البحوث في الطقس الفضائي، أظهرت البيانات الأرضية التي تم الحصول عليها من خلال إيجي أن الشفق حدث في المجال البيضاوي الشفقي، وهو منطقة دائمة من التلألؤ عند 15-25 درجة في خط العرض من القطبين المغناطيسيين ومن 5 إلى 20 درجة واسعة. في عام 1958، اكتشف إكسبلورر 1 أحزمة فان آلن الإشعاعية، مناطق من جزيئات الإشعاع المحجوزة من قبل المجال المغناطيسي للأرض. في يناير 1959، رصد القمر الصناعي السوفياتي لونا 1 الأول الرياح الشمسية مباشرة وقام بقياس قوتها.
 في عام 1969، دوّنت إنجون-5 (المعروفة باسم اكسبلورر 40) أول ملاحظة مباشرة للمجال الكهربائي ظهرت على خط العرض العالي لأيونوسفير الأرض بواسطة الرياح الشمسية. في بداية السبعينات، أظهرت «البيانات الثلاثية» أن هناك تيارات كهربائية دائمة تتدفق بين الشفق البيضاوي والغلاف المغناطيسي.
بدأ استخدام مصطلح «طقس الفضاء» في التسعينات مع الاعتقاد بأن تأثير الفضاء على النظم البشرية يتطلب إطارا للبحث والتطبيق أكثر تنسيقا.

## البرنامج الوطني للطقس الفضائي للولايات المتحدة
الغرض من البرنامج الوطني للطقس الفضائي للولايات المتحدة هو تركيز البحوث على احتياجات المجتمعات التجارية والعسكرية المتأثرة، وربط مجتمعات البحوث والمجتمعات المحلية، وإنشاء التنسيق بين مراكز البيانات التشغيلية وتحديد احتياجات مجتمع المستخدمين على نحو أفضل.
تحول هذا المفهوم إلى خطة عمل في عام 2000، وخطة تنفيذ في عام 2002، وتقييما في عام 2006، وخطة إستراتيجية مدروسة في عام 2010. وكان من المقرر إصدار خطة عمل مدروسة في عام 2011 متبوعة بخطة تنفيذ مدروسة في عام 2012.
يتمثل أحد أجزاء البرنامج الوطني لطقس الفضاء في أن يبين للمستخدمين أن الطقس الفضائي يؤثر على أعمالهم. الشركات الخاصة الآن تقر بأن الطقس الفضاء "هو خطر حقيقي على الأعمال اليوم.

## ظاهرة عالمية

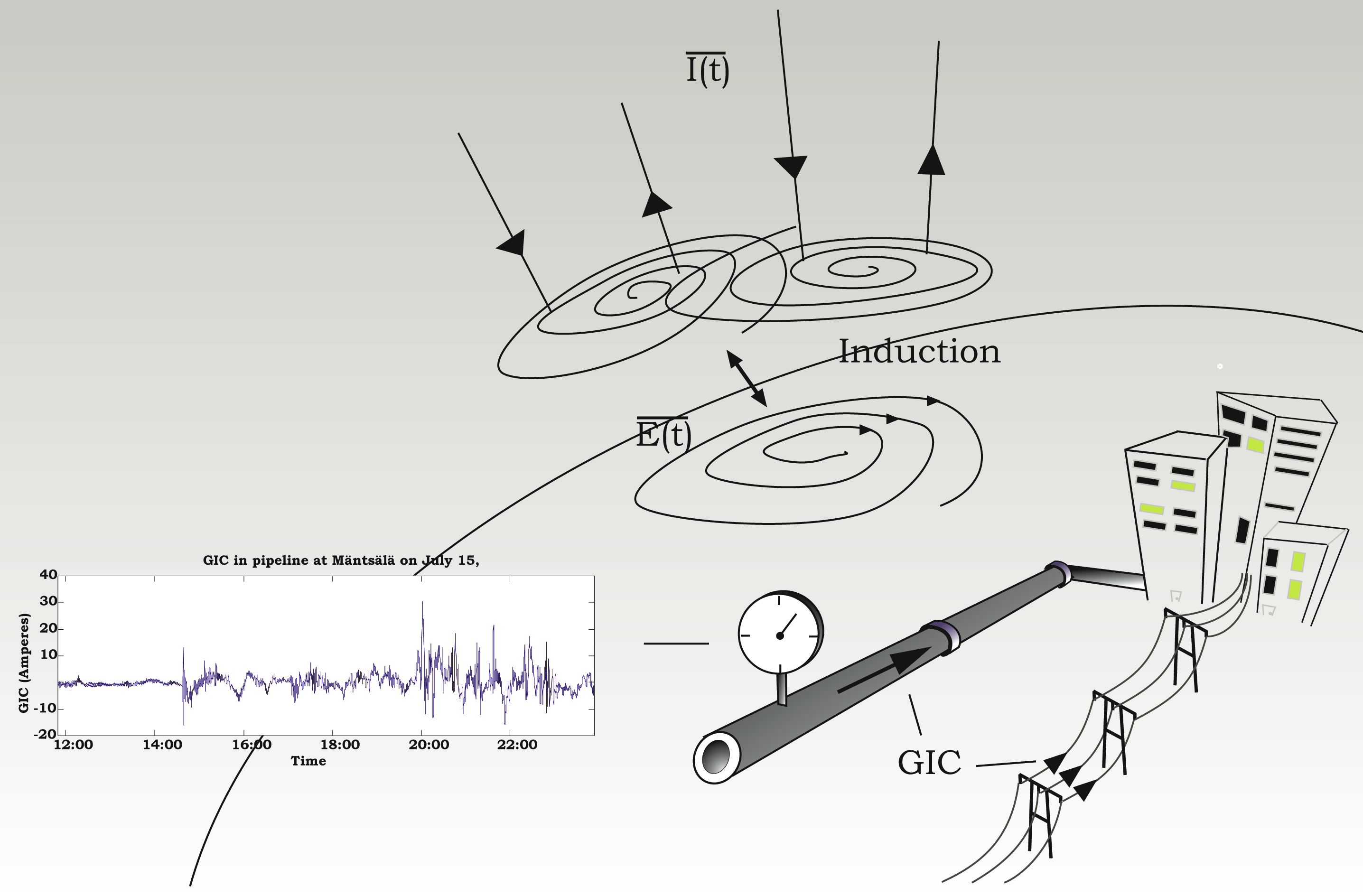
رسم تخطيطي لتوليد GIC

في إطار النظام الشمسي، يتأثر طقس الفضاء بالرياح الشمسية والمجال المغنطيسي بين الكواكب (أي إم إف) الذي تحمله بلازما الرياح الشمسية. ترتبط مجموعة متنوعة من الظواهر الفيزيائية بطقس الفضاء، بما في ذلك العواصف الجيومغناطيسية والعواصف الثانوية، وتنشيط أحزمة فان ألين الإشعاعية، والاضطرابات الأيونوسفيرية، وتوهج الإشارات الراديوية الساتلية إلى الأرض وإشارات الرادار الطويلة المدى، والشفق، والتيارات المستحثة جيومغناطيسيا عند سطح الأرض. كما أن الانبعاثات الكتلية الإكليلية وموجات الصدمات المرتبطة بها هي أيضا محركات هامة لطقس الفضاء حيث يمكنها ضغط الغلاف المغناطيسي وإطلاقالعواصف المغناطيسية الأرضية. تعتبر الجسيمات النشيطة بالطاقة الشمسية (إس إي بي)، والتي تسارعت بفعل القذائف الكتلية الإلكترونية أو التوهجات الشمسية، أيضا عاملا مهما من عوامل الطقس الفضائي لأنها يمكن أن تلحق الضرر بالإلكترونيات على متن المركبة الفضائية (مثل فشل جهاز غالاكسي 15)، وتهدد حياة رواد الفضاء.

## التأثيرات

### إلكترونيات المكوك الفضائي
يمكن أن تنسب بعض حالات فشل المركبات الفضائية مباشرة إلى طقس الفضاء؛ ويعتقد أن كثير من المركبات الأخرى لديها عنصر الطقس الفضائي. على سبيل المثال، حدثت 46 حالة من أصل 70 إخفاقا أبلغ عنها في عام 2003 أثناء العاصفة الجيومغناطيسية في تشرين الأول / أكتوبر 2003. أهم آثار الطقس الفضائي المعاكسة على المركبة الفضائية هيأضرار الإشعاع والمركبات الفضائية.
يمر الإشعاع (جزيئات الطاقة العالية) عبر قشرة المركبات الفضائية وإلى المكونات الإلكترونية. في معظم الحالات يسبب الإشعاع إشارة خاطئة أو يتغير جزء صغير في ذاكرة الكترونيات المركبة الفضائية (اضطرابات الحدث المنفرد). في حالات قليلة، يدمر الإشعاع قسم من الالكترونيات.
شحن المركبة الفضائية هو تراكم شحنات كهربائية على مادة غير موصلة على سطح المركبة الفضائية بواسطة جزيئات منخفضة الطاقة. إذا تم حفظ ما يكفي من الشحنات، يحدث التفريغ (الشرارة).يمكن أن يتسبب ذلك في كشف إشارة خاطئة واتخاذ إجراء بشأنها بواسطة جهاز الكمبيوتر الفضائي. تشير دراسة حديثة إلى أن شحن المركبات الفضائية هو التأثير السائد لطقس الفضاء على المركبة الفضائية في المدار الأرضي الجغرافي المتزامن.

### تغيرات بمدار المكوك
تدور مدارات المركبات الفضائية في مدار أرضي منخفض إلى ارتفاعات أقل وأقل بسبب المقاومة الناجمة عن الاحتكاك بين سطح المركبة الفضائية (أي السَحب) والطبقة الخارجية من الغلاف الجوي للأرض (أي الغلاف الحراري والغلاف الخارجي). في نهاية المطاف، تقع المركبة الفضائية ذات المدار الفلكي ليو خارج المدار وتتجه نحو سطح الأرض. العديد من المركبات الفضائية التي أطلقت في العقدين الماضيين لديها القدرة على اطلاق صاروخ صغير لإدارة مداراتها. يمكن للصاروخ أن يزيد من ارتفاعه ليطيل عمره، ويوجه الطاقة المنطلقة نحو موقع معين (القوات البحرية)، أو يوجه القمر الصناعي لتجنب الاصطدام مع المركبات الفضائية الأخرى. تتطلب هذه المناورات معلومات دقيقة عن المدار. يمكن أن تسبب العاصفة الجيومغناطيسية تغيرا في المدار على مدى بضعة أيام ويمكن أن يحدث على خلاف ذلك لأكثر من سنة أو يزيد. تضيف العاصفة الجيومغناطيسية الحرارة إلى الغلاف الحراري، مما يؤدي إلى توسع الغلاف الحراري وارتفاعه، وهو ما يزيد من سحَب المركبة الفضائية. أظهر الاصطدام الذي وقع بين الأريديوم 33 وكوزموس 2251 في عام 2009 أهمية وجود معرفة دقيقة بجميع الأجسام في المدار. لدى إريديوم 33 القدرة على المناورة من مسار كوزموس 2251 وكان يمكن أن تهرب من الحادث، إذا كان التنبؤ بالاصطدام مؤكدا.

### البشر في الفضاء
إن تعرض جسم الإنسان للإشعاع المؤين له نفس الآثار الضارة سواء كان مصدر الإشعاع جهازا للأشعة السينية الطبية أو محطة للطاقة النووية أو إشعاعا في الفضاء. تعتمد درجة التأثير الضار على طول التعرض وكثافة طاقة الإشعاع. تمتد أحزمة الإشعاع المتواصلة باستمرار إلى ارتفاع المركبات الفضائية المأهولة مثل محطة الفضاء الدولية (أي إس إس) والمكوك الفضائي، ولكن مقدار التعرض يقع ضمن حدود التعرض المقبول مدى الحياة في الظروف العادية. خلال حالة الطقس الفضائي الكبرى التي تشمل انفجار (إس إي بي)، يمكن أن يزيد التدفق بسبب قوانين الحجم. توفر المناطق داخل محطة الفضاء الدولية الحماية التي يمكن أن تحافظ على الجرعة الكلية ضمن حدود آمنة. بالنسبة للمكوك الفضائي، كان من شأن مثل هذا الحدث أن يسبب الوقف الفوري للمهمة.

### أنظمة أرضية

#### إشارات المركبة الفضائية
يحني الأيونوسفير موجات الراديو بنفس الطريقة التي يحني بها الماء في بركة السباحة الضوء المرئي.عندما تكون الوسيلة التي تنقل من خلالها هذه الموجات مضطربة، يتم تشويه صورة الضوء أو معلومات الراديو ويمكن أن تصبح غير قابلة لاكتشافها. تعتمد درجة التشويه (الإضاءة) لموجة راديوية بواسطة الأيونوسفير على تردد الإشارة. يمكن تشويه الإشارات الراديوية في الترددات العالية جدا (من 30 ميجا هرتز إلى 300 ميجا هرتز) إلى ما هو أبعد من اكتشاف أيونوسفير مضطرب. تعبر الإشارات الراديوية في الترددات الفوق عالية (من 300 متر/ هرتز إلى 3 جيجا هرتز) خلال الأيونوسفير المضطرب، غير أن المستقبل قد لا يكون قادرا على الاحتفاظ بتردد الموجة الحاملة. يستخدم نظام تحديد مواقع الإشارات في حدود 1575.42 ميجا هرتز (L1) و 1227,6 ميجا هرتز (L2) والذي يمكن أن يشوهه أيونوسفير مضطرب. يمكن لأحداث الطقس الفضائي التي تفسد إشارات نظام تحديد المواقع العالمي أن تؤثر تأثيرا كبيرا على المجتمع. على سبيل المثال، يستخدم نظام التعزيز على نطاق واسع (دابليو إيه إيه إس) الذي تديره إدارة الطيران الفيدرالية الأمريكية كأداة للملاحة للطيران التجاري في أمريكا الشمالية. يتم تعطيله من خلال كل حدث كبير في الطقس الفضائي. يمكن أن تتراوح فترات الانقطاع من دقائق إلى أيام. يمكن لأحداث الطقس الفضائي الرئيسية أن تدفع الأيونوسفير القطبي المضطرب من ° 10 إلى ° 30 من خط العرض نحو خط الاستواء ويمكن أن تسبب تدرجات أيونوسفيرية كبيرة (تغيرات في الكثافة على مسافة مئات الكيلومترات) عند خط العرض المتوسط والمنخفض. كل من هذه العوامل يمكن أن تشوه إشارات (جي بي إس).

### الإشارات الراديوية بعيدة المدى
تنعكس الموجة الراديوية في نطاق الترددات العالية (من 3 ميجا هرتز إلى 30 ميجا هرتز) (المعروفة أيضا باسم مجموعة الموجات القصيرة) بالأيونوسفير. بما أن الأرض تعكس أيضا موجات عالية التردد، يمكن أن تنتقل إشارة خلال انحناء الأرض وراء خط الأفق. خلال القرن العشرين، كانت الاتصالات بالموجات الديكامترية (ت ع) هي الطريقة الوحيدة لسفينة أو طائرة بعيدة عن الأرض أو محطة قاعدة للاتصال. ظهور نظم مثل الايريديوم جلبت وسائل أخرى للاتصالات، ولكن التردد العالي لا يزال حاسما بالنسبة للسفن التي لا تحمل أحدث المعدات ونظام النسخ الاحتياطي الحرجة كالآخرين. يمكن لأحداث الطقس الفضائي أن تخلق مخالفات في الغلاف الأيوني التي تنشر إشارات الموجات الديكامترية (ت ع) بدلا من عكسها، مما يحول دون اتصالات الموجات الديكامترية (ت ع). في خطوط العرض الشفقیة والقطبیة، تتسبب ظواهر الطقس الفضائي الصغیرة التي تحدث في کثیر من الأحیان في تعطیل اتصالات الموجات الديكامترية (ت ع). في خطوط العرض الوسطى، تتعطل الاتصالات بالموجات الديكامترية (ت ع) بواسطة رشقات الراديو الشمسية، والأشعة السينية الناتجة عن الإضاءات الشمسية (التي تعزز وتعطل الطبقة الأيونوسفيرية دي) وبتحسينات مجموع محتوى الإلكترون واضطرابات أثناء العواصف الأرضية المغنطيسية الرئيسية.
خطوط الطيران عبر القطبية حساسة بشكل خاص لطقس الفضاء، ويرجع ذلك جزئيا لأن لوائح الطيران الاتحادية تتطلب اتصال موثوق به على كامل الرحلة. يقدر تحويل هذه الرحلة بأنه يتكلف نحو 000 100 دولار.

### البشر في نطاق الطيران التجاري
يوجه الغلاف المغنطيسي الأشعة الكونية والجسيمات النشيطة بالطاقة الشمسية إلى خطوط العرض القطبية، في حين تدخل الجسيمات المشحونة ذات الطاقة العالية إلى الطبقة المتوسطة وطبقة الستراتوسفير والتروبوسفير. هذه الجزيئات النشطة في الجزء العلوي من الغلاف الجوي تقوم بتحطيم الذرات والجزيئات في الغلاف الجوي، وخلق جزيئات ضارة منخفضة الطاقة تخترق في عمق الغلاف الجوي وتخلق إشعاع قابل للقياس. تتعرض جميع الطائرات التي تحلق فوق ارتفاع 8 كم (26,200 قدم) لهذه الجسيمات. يكون التعرض للجرعة الأكبر في المناطق القطبية مما يكون في مناطق خطوط العرض الوسطى والمناطق الاستوائية. العديد من الطائرات التجارية تطير فوق المنطقة القطبية. عندما يتسبب حدث طقس فضائي في تجاوز التعرض الإشعاعي للمستوى الآمن الذي تحدده سلطات الطيران، يتم تحويل مسار رحلة الطائرة.
في حين أنه من الآثار الصحية الأكثر خطورة، ولكنها مستبعدة جدا أن يكون التعرض للإشعاع في الغلاف الجوي يسبب الوفاة الناجمة عن السرطان بسبب التعرض الطويل للإشعاع، يمكن أيضا أن تحدث العديد من أشكال السرطان المتدهورة التي تؤثر على نمط الحياة والمهنية. يمكن أن يكون لتشخيص السرطان تأثير مهني كبير على الطيار التجاري. تشخيص السرطان يمكن أن يعجز الطيار مؤقتا أو بشكل دائم. وضعت مبادئ توجيهية دولية من اللجنة الدولية للوقاية من الإشعاع (إكرب) لتخفيف هذه المخاطر الإحصائية. توصي اللجنة الدولية للحد من الإشعاع (إكرب) بالحدود الفعالة للجرعة بمتوسط 5 سنوات يبلغ 20 ملي زيفرت في السنة مع عدم وجود أكثر من 50 ملي زيفرت في السنة الواحدة للأشخاص غير الحوامل والمعرضين مهنيا، و 1 ملي زيفرت في السنة لعامة الناس. حدود الجرعة الإشعاعية ليست حدود هندسية. في الولايات المتحدة، يتم التعامل معها كحد أقصى للقبول وليس كحد تنظيمي.
 أجريت قياسات لبيئة الإشعاع على ارتفاعات الطائرات التجارية فوق 8 كم (26,000 قدم) تاريخيا من قبل الأدوات التي تسجل البيانات على متنها حيث يتم معالجة البيانات في وقت لاحق على الأرض. مع ذلك، تم وضع نظام للقياسات الإشعاعية في الوقت الحقيقي على متن الطائرات من خلال برنامج ناسا للإشعاع المميت من أجل سلامة الفضاء الجوي (أرماس). أطلق أرماس مئات من الرحلات الجوية منذ عام 2013، ومعظمها على طائرات البحث، وأرسلت البيانات إلى الأرض من خلال وصلات الأقمار الصناعية إيريديوم. الهدف النهائي لهذه الأنواع من القياسات هو استيعابها في نماذج إشعاعية عالمية قائمة على الفيزياء، مثل نظام نواكاست للإشعاع المؤين الجوي (نيراس) التابع لوكالة ناسا، من أجل توفير مناخ البيئة الإشعاعية بدلا من البيئة المناخية.

### المجالات الكهربائية التي تسببها الأرض
يمكن لنشاط العواصف المغناطيسية أن يحفز الحقول الجيوكهربائية في الغلاف الصخري للأرض. يمكن لفوارق الجهد المتناظرة أن تجد طريقها إلى شبكات الطاقة الكهربائية من خلال التوصيلات الأرضية، وقيادة التيارات الكهربائية غير المنضبطة التي تتداخل مع تشغيل الشبكة، ومحولات الضرر، والتبديلات الواقية للرحلة وأحيانا تسبب انقطاع التيار الكهربائي. ظهرت هذه السلسلة المعقدة من الأسباب والآثار خلال العاصفة المغناطيسية في آذار/ مارس 1989، مما أدى إلى الانهيار الكامل لشبكة الكهرباء الكهرومائية في كندا، مما أدى مؤقتا إلى ترك تسعة ملايين شخص بدون كهرباء. أدى احتمال حدوث عاصفة أكثر كثافة إلى معايير تشغيلية تهدف إلى التخفيف من مسببات المخاطر، بينما طلبت شركات إعادة التأمين إجراء تقييمات مدروسة للمخاطر.

### الاستكشاف الجيوفيزيائي
يمكن أن تتأثر المسوحات المغناطيسية المحمولة جوا والسفن بالتغيرات السريعة في المجال المغنطيسي أثناء العواصف المغناطيسية الأرضية. تسبب مثل هذه العواصف مشاكل في تفسير البيانات لأن التغيرات في المجال المغناطيسي ذات الصلة بالطقس الفضائي متشابهة في الحجم مع تلك الخاصة بالمجال المغنطيسي للقشرة السطحية في منطقة المسح. تتيح تحذيرات العواصف المغناطيسية الدقيقة، بما في ذلك تقييم حجم العاصفة ومدتها، الاستخدام الاقتصادي لمعدات المسح.

### الجيوفيزياء وإنتاج الهيدروكربونات
لأسباب اقتصادية وغيرها، غالبا ما ينطوي إنتاج النفط والغاز على الحفر الأفقي لمسارات البئر على بعد كيلومترات عديدة من بئر واحدة. متطلبات الدقة صارمة، نظرا لحجم الهدف - الخزانات لا تتجاوز سوى بضع عشرات إلى مئات الأمتار عبرها - وتحقيق السلامة، بسبب القرب من الآبار الأخرى. الطريقة الأكثر دقة للجيروسكوبية مكلفة، حيث أنها يمكن أن توقف الحفر لساعات. البديل هو استخدام المسح المغناطيسي، والتي تمكن القياس أثناء الحفر (مود). يمكن استخدام البيانات المغناطيسية القريبة من الوقت الحقيقي لتصحيح اتجاه الحفر. يمكن أن تساعد البيانات المغناطيسية وتنبؤات طقس الفضاء على توضيح المصادر غير المعروفة لخطأ الحفر.

### الطقس الأرضي
كمية الطاقة التي تدخل طبقة التروبوسفير وطبقة الستراتوسفير من ظواهر الطقس الفضائي ضئيلة بالمقارنة مع العزل الشمسي في الأجزاء المرئية والأشعة تحت الحمراء من الطيف الكهرومغناطيسي الشمسي. مع ذلك، فقد تم ادعاء بعض الروابط بين دورة البقع الشمسية البالغة 11 عاما ومناخ الأرض. على سبيل المثال، فإن الحد الأدنى للتخبط (Maunder minimum)، وهو فترة 70 عاما تقريبا خالية من البقع الشمسية، يقال إنه مرتبط بمناخ أكثر برودة. أحد الاقتراحات للربط بين الفضاء والطقس الأرضي هو أن التغيرات في تدفق الأشعة الكونية تسبب تغيرات في كمية تشكيل السحابة. هناك اقتراح آخر يتمثل في أن التغيرات في تدفق الأشعة فوق البنفسجية يؤثر تأثيرا مباشرا على العوامل الدافعة الحالية للمناخ وتوضح التوازن بين أحداث إل نينيو/ النينا. غير أن الصلة بين الطقس الفضائي والمناخ لم تظهر بصورة تامة.

## الرصد
يتم رصد الطقس الفضائي على حد سواء من أجل البحث العلمي والتطبيقات. تطورت الملاحظة العلمية مع حالة المعرفة، في حين توسعت المراقبة المتعلقة بالتطبيق مع القدرة على استغلال هذه البيانات.

### الاتصالات الأرضية
يتم رصد الطقس الفضائي على مستوى سطح الأرض من خلال مراقبة التغيرات في المجال المغناطيسي للأرض على مدى فترات تتراوح بين ثانية وأيام، من خلال مراقبة سطح الشمس ومراعاة الضوضاء الراديوية التي تنشأ في الغلاف الجوي للشمس.
رقم سونسبوت (إس إس إن) هو عدد البقع الشمسية على الغلاف الضوئي للشمس في الضوء المرئي على جانب الشمس المرئي لمراقب الأرض. يتصل عدد البقع الشمسية وإجمالي مساحتها بسطوع الشمس في الأشعة فوق البنفسجية الشديدة والأشعة السينية من الطيف الشمسي والنشاط الشمسي مثل التوهجات الشمسية والانبعاثات الكتلية الإكليلية (سي إم إي).
تدفق الراديو10.7 سم (F10.7) هو قياس انبعاثات الترددات اللاسلكية من الشمس ويتصل تقريبا مع تدفق الأشعة فوق البنفسجية. بما أن هذا البث (عالي التردد) يمكن الحصول عليه بسهولة من الأرض بينما تدفق الأشعة فوق البنفسجية ليس كذلك، وقد تم قياس هذه القيمة ونشرها بشكل مستمر منذ عام 1947. ويتم إجراء القياسات العالمية القياسية من قبل المرصد الفلكي راديو دومينيون في بنتيكتون، ب ك، كندا وتذكر مرة واحدة في اليوم في الظهيرة المحلية في وحدات التدفق الشمسي (10−22W·m−2·Hz−1). يتم أرشفة F10.7 من قبل مركز البيانات الجيوفيزيائية الوطنية. 
تقدم بيانات رصد الطقس الفضائي الأساسية بواسطة أجهزة قياس مغناطيسية أرضية ومراصد مغناطيسية. تم اكتشاف العواصف المغناطيسية لأول مرة عن طريق قياس الاضطراب المغناطيسي الأرضي في بعض الأحيان. توفر بيانات المغناطيسية الأرضية الوعي الظرفي في الوقت الحقيقي لتحليل ما بعد الحدث. كانت المراصد المغناطيسية في عمليات مستمرة لفترة قد تمتد من عقود إلى قرون، وتوفير البيانات لإبلاغ الدراسات للتغيرات طويلة هو الهدف الأسمى في علم الطقس الفضائي.
مؤشر دست هو تقدير لتغير المجال المغنطيسي عند خط الاستواء المغناطيسي للأرض بسبب حلقة من التيار الكهربائي في المدار الأرضي المتزامن. يستند المؤشر إلى بيانات من أربعة مراصد مغناطيسية أرضية تتراوح بين 21 و 33 ° خط عرض مغناطيسي خلال فترة ساعة واحدة. لا تستخدم المحطات الأقرب إلى خط الاستواء المغنطيسي بسبب الآثار الأيونوسفيرية. يتم تجميع مؤشر (دست) بواسطة مركز البيانات العالمي للمغناطيسية الأرضية، كيوتو.
 كب / أب إندكس: 'أ' هو مؤشر تم إنشاؤه من الاضطراب المغناطيسي الأرضي عند مرصد مغناطيسي واحد من خط عرض متوسط (40° إلى °50) خلال فترة 3 ساعات. 'ك' هو نظير شبه لوغاريتمي للمؤشر 'أ'. كب وأب هما متوسط «ك» وأكثر من 13 مرصد جيومغناطيسي لتمثيل الاضطرابات المغناطيسية الأرضية على نطاق الكوكب. يشير مؤشر كب / أب إلى كل من العواصف الجيومغناطيسية والعواصف الثانوية (الاضطرابات الشفقية). كب / أب هو متاح من 1932 فصاعدا.
يتم تجميع مؤشر (AE) من الاضطرابات المغنطيسية الأرضية في 12 مرصد جيومغناطيسي في المناطق الشفقية وبالقرب منها ويتم تسجيلها على فترات دقيقة واحدة. يتوفر مؤشر (AE) العام مع تأخر من يومين إلى ثلاثة أيام مما يحد من فائدته لتطبيقات الطقس الفضائي. يشير مؤشر (AE) إلى شدة العواصف الثانوية المغناطيسية باستثناء الفترة خلال عاصفة جيومغناطيسية كبيرة عندما توسع المناطق الشفقية من خط الاستواء من خلال المراصد.
تفيد شبكة تلسكوب الإذاعة الشمسية التابعة للقوات الجوية الأميركية والإدارة الوطنية للمحيطات والغلاف الجوي (نوا) بوجود رشقات ضوضاء راديوية. ترتبط رشقات الراديو مع البلازما المضيئة الشمسية التي تتفاعل مع الجو المحيط بالشمس.
يلاحظ الغلاف الضوئي للأشعة الشمس بشكل مستمر لمراقبة النشاط الذي يمكن أن يكون مقدمة للانفجارات الشمسية . وتراقب مجموعة شبكة التذبذب العالمية (غونغ) كلا من سطح الشمس وداخلها باستخدام علم الهيليوسيولوجيا، ودراسة الموجات الصوتية التي تنتشر عن طريق الشمس، وتظهر على أنها تموجات على السطح الشمسي. تمكنت غونغ من الكشف عن مجموعات البقع الشمسية على الجانب البعيد من الشمس. وقد تم التحقق مؤخرا من هذه القدرة من خلال الملاحظات البصرية من مسبار ستيريو.
يرصد مراقبو النيوترون على الأرض بشكل غير مباشر أشعة كونية من الشمس ومصادر المجرة. فعندما تتفاعل الأشعة الكونية مع الغلاف الجوي، تحدث تفاعلات ذرية تتسبب في انحسار جسيمات طاقة منخفضة إلى الغلاف الجوي وإلى مستوى سطح الأرض. ويمكن الكشف عن وجود أشعة كونية في البيئة الفضائية القريبة من الأرض عن طريق رصد نيوترونات عالية الطاقة على مستوى سطح الأرض. توجد تدفقات صغيرة من الأشعة الكونية بشكل مستمر. يتم إنتاج تدفقات كبيرة من الشمس خلال الأحداث المتعلقة بانفجارات الطاقة الشمسية الحيوية.
مجموع المحتوى الإلكتروني (تيك) هو مقياس للأيونوسفير على موقع معين. تيك هو عدد الإلكترونات في عمود متر مربع واحد من قاعدة الأيونوسفير (حوالي 90 كم الارتفاع) إلى الجزء العلوي من الأيونوسفير (حوالي 1000 كم الارتفاع). وتجري قياسات كثيرة من تيك عن طريق رصد الترددين اللذين ترسلهما المركبة الفضائية لنظام تحديد المواقع العالمي (جي بي إس). في الوقت الحاضر يتم رصد غس تيك وتوزيعها في الوقت الحقيقي من أكثر من 360 محطات تحتفظ بها وكالات في العديد من البلدان.
جيوفكتيفينيس هو مقياس لمدى قوة المجالات المغناطيسية في الطقس الفضائي، مثل الإخراج الشامل الاكليلية، وزوجين مع المجال المغناطيسي للأرض. يتم تحديد هذا من قبل اتجاه المجال المغناطيسي الذي عقد داخل البلازما التي تنشأ من الشمس. تقنيات جديدة أصبحت موجودة لقياس دوران فاراداي في موجات الراديو في تطوير لقياس اتجاه المجال.

### الاتصالات الفضائية
استكشفت مجموعة من المركبات الفضائية البحثية طقس الفضاء. كانت سلسلة المرصد الجيوفيزيائي المداري كان من بين المركبات الفضائية الأولى التي لها مهمة تحليل البيئة الفضائية. تشمل المركبة الفضائية الأخيرة التابعة لوكالة الفضاء الأمريكية (ناسا-إيسا) الذي أطلق في عام 2006 في المدار شمسي ومسبار فان ألين، الذي أطلق في عام 2012 في المدار الأرضي بيضاوي الشكل للغاية. تنجرف المركبة الفضائية ستريو بعيدا عن الأرض بحوالي 22 درجة في السنة، أحدهما يقود والآخر يتخلف عن الأرض في مداره. يجمعون معا المعلومات حول السطح الشمسي والغلاف الجوي في ثلاثة أبعاد. تحقيقات فان ألين قامت بتسجيل معلومات مفصلة عن أحزمة الإشعاع، والعواصف المغناطيسية والعلاقة بين الاثنين.
حملت بعض المركبات الفضائية التي لها بعثات أولية أخرى أدوات مساعدة لمراقبة الطاقة الشمسية. من ضمن أقدم هذه المركبات الفضائية سلسلة أقمار تكنولوجيا التطبيقات (ATS) في المدار الثابت بالنسبة للأرض (GEO) التي كانت سلائف لاتصالات الطقس البيئية العاملة في المدار الثابت بالنسبة للأرض (GOES) والعديد من أقمار الاتصالات. قامت المركبة الفضائية للمنشطات الأمفيتامينية باستشعار أجهزة استشعار الجسيمات البيئية بوصفها بالحمولات المساعدة الإضافية، ولديها جهاز استشعار المجال المغنطيسي الملاحي المستعمل لاستشعار البيئة.
كانت العديد من الأدوات الأولى عبارة عن مركبة فضائية بحثية أعيد توجيهها لتطبيقات طقس الفضاء. كان من أوائل هذه المنارات منصة الرصد بين الكواكب (إمب-8)، وهي تدور حول الأرض في 35 رادي أرضي، ولوحظت الرياح الشمسية لثلثي مداراتها التي تدوم 12 يوما في الفترة من 1973 إلى 2006. بما أن الطاقة الشمسية للرياح تسبب اضطرابات تؤثر على الغلاف المغناطيسي والغلاف الأيوني، أظهرت إمب-8 فائدة الرصد المستمر للرياح الشمسية. أعقبت المرحلة الثالثة من المعيار إيبي-3، الذي وضع بالقرب من نقطة لاغرانج الشمس والأرض L1، و 235 رادي أرضي فوق السطح (حوالي 1,5 مليون كيلومتر، أو 924,000 ميل)، ورصدت باستمرار الرياح الشمسية من 1978 إلى 1982. كانت المركبة الفضائية القادمة لرصد الرياح الشمسية عند النقطة L1 هي ويند من 1994 إلى 1998. وبعد نيسان / أبريل 1998، تم تغيير مدار المركبة الفضائية ويند لدائرة الأرض وأحيانا تمرير نقطة L1. رصدت وكالة ناسا المتقدمة للتطوير المتقدم (ACE) الرياح الشمسية عند النقطة. L1 من 1997 إلى الوقت الحاضر.
 بالإضافة إلى رصد الرياح الشمسية، ورصد الشمس مهم لطقس الفضاء.لأنه لا يمكن رصد الأشعة فوق البنفسجية الشمسية من الأرض، فقد تم إطلاق المركبة الفضائية المرصودة للطاقة الشمسية والهيليوسفيري المشتركة التابعة لوكالة الفضاء الأمريكية (ناسا) ووكالة الفضاء الأوروبية (إسا)، وقدمت صورا شمسية من طراز يوف ابتداء من عام 1995.تعد سوهو مصدرا رئيسيا للبيانات الشمسية في الوقت الحقيقي تقريبا لكل من والتنبؤ بأحوال الطقس والفضاء، وإلهام بعثة ستيريو.لاحظت المركبة الفضائية يوكو في المدار الأرضي المنخفض الشمس من 1991 إلى 2001 في جزء الأشعة السينية من الطيف الشمسي وكانت مفيدة في كل من البحوث وتنبؤات طقس الفضاء.ألهمت بيانات يوهكو تصوير الأشعة السينية الشمسية على نظام (GOES).
تشمل المركبة الفضائية ذات الأدوات التي يتمثل هدفها الأساسي في توفير البيانات المتعلقة بالتنبؤات والتطبيقات المتعلقة بطقس الفضاء سلسلة الاتصالات البيئية العاملة في المدار الثابت بالنسبة للأرض (غوز) وسلسلة بوس وسلسلة دمسب وسلسلة ميتيوسات. حملت المركبة الفضائية غوز جهاز استشعار الأشعة السينية (زرس) الذي يقيس التدفق من القرص الشمسي كله في نطاقين - 0.05 إلى 0.4 نانومتر و 0.1 إلى 0.8 نانومتر - منذ عام 1974، تصوير بالأشعة السينية (إس إكس أي) منذ عام 2004، وهو مقياس مغناطيسي يقيس تشوهات المجال المغناطيسي للأرض بسبب الطقس الفضائي، وجهاز استشعار يوف كامل القرص منذ عام 2004، وأجهزة استشعار الجسيمات (إبس / هيباد) التي تقيس الأيونات والإلكترونات في نطاق الطاقة من 50 كيلو فولت إلى 500 ميف. بدءا من عام 2015، سيحل الجيل غوز-R من المركبة الفضائية غوز محل (إس إكس أي) مع صورة شمسية فوق البنفسجية (سوفي) مماثلة للصورة الموجودة على سوهو وستيريو، وسيتم زيادة جهاز استشعار الجسيمات بمكون لتوسيع نطاق الطاقة إلى 30 فولت.
مرصد مناخ الفضاء العميق (دسكوفر) هو قمر لرصد الأرض والطقس الفضائي تابع للإدارة الوطنية للمحيطات والغلاف الجوي أطلق في شباط / فبراير 2015. من بين سماته تحذير مسبق من القذائف الكتلية الإكليلية.

## نماذج
نماذج طقس الفضاء هي محاكاة لبيئة طقس الفضاء. نماذج تستخدم مجموعات من المعادلات الرياضية لوصف العمليات الفيزيائية.
 تتخذ هذه النماذج مجموعة بيانات محدودة وتحاول وصف كل أو جزء من بيئة طقس الفضاء في التنبؤ بتطور الطقس بمرور الوقت أو التنبؤ به. النماذج المبكرة كانت مجازية. أي أنهم لم يستخدموا الفيزياء مباشرة. هذه النماذج تأخذ موارد أقل من أحفادهم أكثر تطورا.
استخدمت النماذج في وقت لاحق الفيزياء لحساب أكبر عدد ممكن من الظواهر. لا يمكن لأي نموذج بعد التنبؤ بشكل موثوق بالبيئة من سطح الشمس إلى الجزء السفلي من الأيونوسفير الأرض.تختلف نماذج طقس الفضاء عن نماذج الأرصاد الجوية في أن كمية المدخلات أصغر حجما بكثير.
تم إجراء جزء كبير من البحث والتطوير لنموذج الطقس الفضائي في العقدين الماضيين كجزء من برنامج النموذج البيئي للفضاء الخارجي (جيم) من المؤسسة الوطنية للعلوم. المركزان الرئيسيان للنمذجة هما مركز نمذجة بيئة الفضاء ومركز نمذجة الطقس الفضائي المتكامل (سي أي إس إم). يعتبر مركز نمذجة التنسيق المجتمعي (سي سي إم سي) في مركز غودارد لرحلات الفضاء التابع لوكالة ناسا بمثابة مرفق لتنسيق تطوير نماذج البحث واختبارها من أجل تحسين وإعداد نماذج لاستخدامها في التنبؤ بالطقس الفضائي وتطبيقه.
تشمل تقنيات النمذجة ما يلي: (أ) الهيدروديناميكا المغناطيسية، التي تعالج فيها البيئة كسوائل، (ب) الجسيمات في الخلية، التي تعالج فيها التفاعلات غير السوائل داخل خلية، ثم تكون الخلايا متصلة لوصف البيئة، (ج) أولا (أو التوازن) مع بعضها البعض، (د) النمذجة شبه الساكنة، التي يتم فيها وصف علاقة إحصائية أو تجريبية، أو مزيج من أساليب متعددة.

## تطوير الطقس الفضائي التجاري
خلال العقد الأول من القرن الحادي والعشرين، ظهر قطاع تجاري ينخرط في طقس الفضاء، ويخدم الوكالات التجارية والمستهلكين. مقدمو خدمات الطقس الفضائي هم في الغالب شركات صغيرة توفر بيانات عن طقس الفضاء ونماذج ومنتجات مشتقة وتوزيع الخدمات.
يشمل القطاع التجاري الباحثين العلميين والهندسين والمستخدمين. توجه الأنشطة في المقام الأول نحو آثار طقس الفضاء على التكنولوجيا. تشمل هذه، على سبيل المثال:
- الاحتكاك الجوي على أقمار ليو الناجمة عند مدخلات الطاقة في الغلاف الحراري من الأشعة فوق البنفسجية الشمسية، و (إف يو في)، ليمان ألفا، إي يو في، إكس يو في وفوتونات الأشعة السينية وكذلك ترسيب الجسيمات المشحونة وتسخين الجول عند خطوط العرض العالية.
- الشحن السطحي والداخلي من زيادة تدفق الجسيمات النشيطة، مما يؤدي إلى تأثيرات مثل التصريف، والاضطرابات المفاجئة للحدث، والإغلاق، لأقمار المدار الأرضي المنخفض إلى المدار الثابت بالنسبة للأرض.
- تعطل إشارات النظام العالمي لتحديد المواقع الناجمة عن التلألؤ الأيونوسفيري مما أدى إلى زيادة الشك في نظم الملاحة مثل نظام التعزيز الواسع النطاق للطيران (دابليو إيه إيه إس).
- الموجات ذات التردد العالي (إتش إف) والموجات الديسيمترية (يو إتش إف) وموجات مجموعة (ل) المفقودة بسبب التوهج الأيونوسفيري، والضوضاء الشمسية والعواصف المغناطيسية الأرضية.
- زيادة الإشعاع على الأنسجة البشرية وإلكترونيات الطيران من الأشعة الكونية للمجرة و (إس إي بي)، وخصوصا خلال الانفجارات الشمسية الكبيرة، على ارتفاعات فوق 8 كم.[61]
- زيادة عدم الدقة في عمليات المسح والتنقيب عن النفط والغاز التي تستخدم المجال المغنطيسي الرئيسي للأرض عندما تتضرر من العواصف المغناطيسية الأرضية.
- فقدان القدرة على نقل الطاقة من إعصار (جي أي جي) في سحب الطاقة الكهربائية وإغلاق المحولات اثناء العواصف الجلغرافية المغناطيسية الكبيرة.

تؤدي العديد من هذه الاضطرابات إلى آثار مجتمعية تشكل جزءا كبيرا من الناتج المحلي الإجمالي الوطني
ينبع مفهوم منطقة الابتكار الاقتصادي في مجال الطقس الفضائي من عمل الوكالة الأمريكية لطقس الفضاء التجاري (أسوا) في عام 2015. من شأن إنشاء منطقة الابتكار الاقتصادي هذه أن يشجع النشاط الاقتصادي الموسع على تطوير تطبيقات لإدارة مخاطر الطقس الفضائي، وأن يشجع على توسيع نطاقه والأنشطة البحثية المتعلقة بالطقس الفضائي من جانب الجامعات. من شأن تشكيل منطقة الابتكار الاقتصادي في مجال الطقس الفضائي أن تقوم ب: تشجيع الاستثمار التجاري الأمريكي في خدمات ومنتجات الطقس الفضائي؛ دعم الابتكار في الأعمال التجارية في الولايات المتحدة في مجال خدمات الطقس الفضائي ومنتجاته؛ تتطلب شراء حكومة الولايات المتحدة من الأجهزة والبرمجيات والمنتجات والخدمات المرتبطة بها في الولايات المتحدة الأمريكية حيث لا توجد قدرة حكومية مناسبة مسبقا؛ تعزيز الولايات المتحدة ببناء الأجهزة التجارية والبرمجيات والمنتجات والخدمات المرتبطة بها إلى الشركاء الدوليين؛ قامت الولايات المتحدة بتصنيع الأجهزة والخدمات والمنتجات التجارية على أنها أنشطة «منطقة الابتكار الاقتصادي في مجال الفضاء الفضائي»؛ وتتبع الولايات المتحدة بنيت الأجهزة التجارية والمنتجات والمنتجات والمساهمات منطقة الابتكار الاقتصادي للفضاء ضمن تقارير الوكالة. في عام 2015، وفرت الوثيقة HR1561 الأساس الذي يمكن أن تكون فيه الآثار الاجتماعية والبيئية من منطقة الابتكار الاقتصادي في مجال الطقس الفضائي بعيدة المدى. قامت الولايات المتحدة ببناء الأجهزة التجارية والمنتجات والمنتجات يمكن أن تمنع الاضطرابات الاقتصادية وخسائر في الأرواح من المخاطر المجتمعية الناجمة عن الطقس الفضائي ومنطقة الابتكار من شأنها أن تشجع البحوث والاستثمار اللازم لهذا النجاح. في عام 2016، من المحتمل أن يستند قانون بحوث الطقس الفضائي والتنبؤ به (إس2817) إلى ذلك التراث.

### وكالة الطقس الفضائي التجارية الأمريكية
في 29 أبريل 2010، أنشأ مجتمع الطقس الفضائي التجاري الوكالة الأمريكية للطقس الفضائي التجاري (أسوا) الرابطة الصناعة ية. تشجع الرابطة على التخفيف من مخاطر الطقس الفضائي من أجل الهياكل الأساسية الوطنية والقوة الاقتصادية والأمن الوطني. وهو يسعى إلى:
- توفير بيانات وخدمات الطقس ذات الجودة العالية للمساعدة في تخفيف المخاطر على التكنولوجيا.
- تقديم الخدمات الاستشارية للوكالات الحكومية.
- تقديم التوجيه بشكل أفضل لتقسيم المهام بين مقدمي الخدمات التجارية والوكالات الحكومية.
- تمثل مصالح مقدمي الخدمات التجارية.
- تمثل القدرات التجارية على الساحة الوطنية والدولية.
- تطوير أفضل الممارسات.

يمكن الاطلاع على ملخص القدرات التقنية الواسعة في طقس الفضاء المتاحة من الجمعية على موقعها على شبكة الإنترنت
http://www.acswa.us

## أحداث بارزة
- في 21 ديسمبر 1806، لاحظ الكسندر فون همبولدت أن بوصلته أصبحت غير منتظمة خلال حدث شفقى مشرق.[63]
- تسببت العاصفة الشمسية عام 1859 في تعطيل خدمة التلغراف على نطاق واسع.
- أعطلت أورورا في 17 نوفمبر 1882 خدمة التلغراف.
- عاصفة مايو 1921 الجيومغناطيسية،[64] واحدة من أكبر العواصف المغنطيسية الأرضية عطلت خدمة التلغراف وتلف المعدات الكهربائية في جميع أنحاء العالم.
- 7 أغسطس 1972، حدث كبير سيب حدث. إذا كان رواد الفضاء قد كانوا في الفضاء في ذلك الوقت، فإن الجرعة قد تكون قاتلة / مهددة للحياة.[65]
- تضمنت العاصفة الجيومغناطيسية في آذار / مارس 1989 آثارا طقس فضائية متعددة: سيب، سم، فوربوش ديسكونت، تعزيز مستوى الأرض، عاصفة جيومغناطيسية، إلخ.
- تزامن حدث يوم الباستيل 2000 مع الشفق المشرق بشكل استثنائي.
- في 21 أبريل / نيسان 2002، أصيب مسبار نوزومي المريخ بحادث سيب كبير تسبب في فشل كبير. وتم التخلي عن البعثة، التي كانت متأخرة عن الموعد المحدد بثلاث سنوات تقريبا، في ديسمبر / كانون الأول 2003.[66]